# Championnat de France de rugby à XV de 2e division 1948-1949
 (novembre 2024).
Si vous disposez d'ouvrages ou d'articles de référence ou si vous connaissez des sites web de qualité traitant du thème abordé ici, merci de compléter l'article en donnant les références utiles à sa vérifiabilité et en les liant à la section « Notes et références ».
Navigation
1947-1948 1949-1950
La saison 1948-1949 de division Excellence est la 18e édition du championnat de France de rugby à XV de 2e division. Elle est l'antichambre de la première division. La saison débute le 7 novembre 1948 et se termine le 15 avril 1949, lors de la finale pour le titre de champion de France de deuxième division.
Le Stadoceste tarbais est le tenant du titre après avoir battu le RC Narbonne lors de l'édition précédente.
En s'imposant 6 à 3 face au FC Oloron en finale, le SC Graulhet remporte son premier championnat de deuxième division.

## Contexte
Le Tournoi des Cinq Nations 1949 est remporté par l'Irlande, la France termine deuxième.
Le championnat de France 1949 est remporté par le Castres olympique face au Stade montois en finale.
La Coupe de France 1949 est remportée par le CA Bègles qui bat le Stade toulousain en finale.

## Clubs relégués dans la division Excellence
Lors de la toute première phase de la division Fédérale, 16 équipes sont reversées et concourent pour le reste de la saison en deuxième division.
Voici la listes des clubs qui participeront au championnat de deuxième division :
| - ASPTT Paris - AS roannaise - CA lannemezanais - Club olympique creusotin | - FC moulinois - RC chalonnais - Red Star VGA - Saint-Jean-de-Luz olympique | - SC millavois - Stade bagnérais - Stade dijonnais - Stade hendayais | - Stade piscenois - Stade olympique de Chambéry - US Gujan-Mestras - US Tours |

## Poules de six
On indique ci-après les huit poules de huit, le nom des clubs qualifiés pour les poules de trois est en vert et gras.
| no | Club            | Pts |
| -- | --------------- | --- |
| 1  | CASG            | 25  |
| 2  | Stade dijonnais | 23  |
| 3  | US Tours        | 23  |
| 4  | COR Elbeuf      | 19  |
| 5  | SA verdunois    | 15  |
| 6  | SCUF            | 15  |

| no | Club                 | Pts |
| -- | -------------------- | --- |
| 1  | SO Chambéry          | 23  |
| 2  | RC Montceau          | 22  |
| 3  | SO Givors            | 20  |
| 4  | Rugby Club matheysin | 20  |
| 5  | Club sportif Lons    | 19  |
| 6  | RC chalonnais        | 16  |

| no | Club             | Pts |
| -- | ---------------- | --- |
| 1  | SC decazevillois | 23  |
| 2  | FC Oloron        | 23  |
| 3  | SA saint-séverin | 22  |
| 4  | FC moulinois     | 19  |
| 5  | Stade hendayais  | 18  |
| 6  | US Fumel         | 15  |

| no | Club             | Pts |
| -- | ---------------- | --- |
| 1  | SC Graulhet      | 23  |
| 2  | Stade bagnérais  | 23  |
| 3  | Saint-Girons SC  | 22  |
| 4  | CA Espéraza      | 21  |
| 5  | CA lannemezanais | 16  |
| 6  | Boucau stade     | 15  |

| no | Club             | Pts |
| -- | ---------------- | --- |
| 1  | Stade niortais   | 28  |
| 2  | US Métro         | 22  |
| 3  | RAC angérien     | 21  |
| 4  | US Gujan-Mestras | 20  |
| 5  | Red Star VGA     | 17  |
| 6  | SC nazairien     | 12  |

| no | Club                        | Pts |
| -- | --------------------------- | --- |
| 1  | UA libournaise              | 25  |
| 2  | Saint-Jean-de-Luz olympique | 23  |
| 3  | RC trignacais               | 23  |
| 4  | Stade nantais               | 19  |
| 5  | ASPTT Paris                 | 17  |
| 6  | Bordeaux EC                 | 13  |

| no | Club                   | Pts |
| -- | ---------------------- | --- |
| 1  | AS roannaise           | 26  |
| 2  | US annécienne          | 26  |
| 3  | CO creusotin           | 18  |
| 4  | RC Chagny              | 18  |
| 5  | US oyonnaxienne        | 17  |
| 6  | Saint-Marcellin sports | 15  |

| no | Club             | Pts |
| -- | ---------------- | --- |
| 1  | Céret sportif    | 23  |
| 2  | SC Albi          | 22  |
| 3  | SC millavois     | 21  |
| 4  | RC Châteaurenard | 20  |
| 5  | SC Pamiers       | 19  |
| 6  | Stade piscenois  | 15  |

Victoire : 3 pts / Nul : 2 pts / Défaite : 1 pt.

## Poules de trois
On indique ci-après les huit poules de huit, le nom des clubs qualifiés pour les 8e de finale est en gras.
| no | Club             | Pts |
| -- | ---------------- | --- |
| 1  | Stade niortais   | 4   |
| 2  | RC trignacais    | 4   |
| 3  | SA saint-séverin | 4   |

| no | Club         | Pts |
| -- | ------------ | --- |
| 1  | SC Albi      | 5   |
| 2  | AS roannaise | 4   |
| 3  | RC Montceau  | 3   |

| no | Club           | Pts |
| -- | -------------- | --- |
| 1  | US Métro       | 5   |
| 2  | US Tours       | 3   |
| 3  | UA libournaise | 3   |

| no | Club          | Pts |
| -- | ------------- | --- |
| 1  | SO Givors     | 5   |
| 2  | CASG          | 4   |
| 3  | US annécienne | 2   |

| no | Club            | Pts |
| -- | --------------- | --- |
| 1  | FC Oloron       | 5   |
| 2  | Stade bagnérais | 4   |
| 3  | RAC angérien    | 3   |

| no | Club             | Pts |
| -- | ---------------- | --- |
| 1  | SC Graulhet      | 6   |
| 2  | SC decazevillois | 3   |
| 3  | SC millavois     | 3   |

| no | Club            | Pts |
| -- | --------------- | --- |
| 1  | CO creusotin    | 6   |
| 2  | Stade dijonnais | 3   |
| 3  | SO Chambéry     | 3   |

| no | Club                        | Pts |
| -- | --------------------------- | --- |
| 1  | Céret sportif               | 4   |
| 2  | Saint-Jean-de-Luz olympique | 4   |
| 3  | Saint-Girons SC             | 4   |

Victoire : 3 pts / Nul : 2 pts / Défaite : 1 pt.

## Huitièmes de finale
Les équipes dont le nom est en caractères gras sont qualifiées pour les quarts de finale.
| Date          | Club (domicile) | Score    | Club (extérieur)            | Lieu                                  |
| ------------- | --------------- | -------- | --------------------------- | ------------------------------------- |
| 17 avril 1949 | CO creusotin    | 3 - 0    | SC decazevillois            | Tulle                                 |
| 17 avril 1949 | US Métro        | 8 - 6 ap | Stade bagnérais             | Saint-Vincent-de-Tyrosse              |
| 17 avril 1949 | Stade niortais  | 3 - 5    | SC Albi                     | Parc des Sports de Beaublanc, Limoges |
| 17 avril 1949 | RC trignacais   | 3 - 15   | US Tours                    | Niort                                 |
| 17 avril 1949 | CASG            | 10 - 14  | AS roannaise                | Bourges                               |
| 17 avril 1949 | SC Graulhet     | 14 - 0   | Stade dijonnais             | Valence                               |
| 17 avril 1949 | FC Oloron       | 22 - 11  | Saint-Jean-de-Luz olympique | Saint-Sever                           |
| 24 avril 1949 | SO Givors       | 9 - 11   | Céret sportif               | Châteaurenard                         |

## Quarts de finale
Les équipes dont le nom est en caractères gras sont qualifiées pour les demi-finales.
| Date          | Club (domicile) | Score    | Club (extérieur) | Lieu      |
| ------------- | --------------- | -------- | ---------------- | --------- |
| 24 avril 1949 | US Tours        | 0 - 0 ap | SC Albi          | Montluçon |
| 24 avril 1949 | FC Oloron       | 6 - 3    | US Métro         | Périgueux |
| 24 avril 1949 | AS roannaise    | 9 - 21   | CO creusotin     | Moulins   |
| 1er mai 1949  | SC Graulhet     | 6 - 0    | Céret sportif    | Lavelanet |

Le SC Albi et l'US Tours ont fait match nul après deux prolongations. Dès lors, le match est rejoué en même temps que l'autre quart de finale.
| Date         | Club (domicile) | Score | Club (extérieur) | Lieu     |
| ------------ | --------------- | ----- | ---------------- | -------- |
| 1er mai 1949 | SC Albi         | 8 - 5 | US Tours         | Libourne |

## Demi-finales
Les équipes dont le nom est en caractères gras sont qualifiées pour la finale.
| Date       | Club (domicile) | Score | Club (extérieur) | Lieu                                  |
| ---------- | --------------- | ----- | ---------------- | ------------------------------------- |
| 8 mai 1949 | FC Oloron       | 6 - 0 | SC Albi          | Stade Mathalin, Auch                  |
| 8 mai 1949 | SC Graulhet     | 3 - 0 | CO creusotin     | Parc des Sports de Beaublanc, Limoges |

## Finale
La finale du championnat de la division d'Excellence de rugby à XV 1948-1949 se déroule le 15 mai 1949 à Bordeaux.
| Date        | Club (domicile) | Score | Club (extérieur) | Lieu                      |
| ----------- | --------------- | ----- | ---------------- | ------------------------- |
| 15 mai 1949 | SC Graulhet     | 6 - 3 | FC Oloron        | Parc des sports, Bordeaux |